# Karl Daubigny
Karl Daubigny (ook Karl-Pierre of Charles-Pierre Daubigny) (Parijs, 9 juni 1846 - Auvers, 25 mei 1886) was een Frans kunstschilder die gerekend kon worden tot de School van Barbizon. Hij was de leerling en zoon van Charles-François Daubigny.

## Leven
Daubigny was een leerling van zijn vader Charles-François Daubigny, die een sleutelrol speelde in de evolutie van het schilderen van landschappen in de negentiende eeuw en Eugène Boudin en Johan Barthold Jongkind beïnvloedde. Karl Daubigny exposeerde regelmatig op de Parijse Salon (tussen 1863 en 1874). Daubigny vergezelde zijn vader op zijn reizen en verbleef langere tijd in Groot-Brittannië en Nederland. Hij schilderde voornamelijk landschappen, bijvoorbeeld in het bos van Fontainebleau.
Hij is begraven in Parijs op de begraafplaats Père-Lachaise (24e divisie).

## Galerij

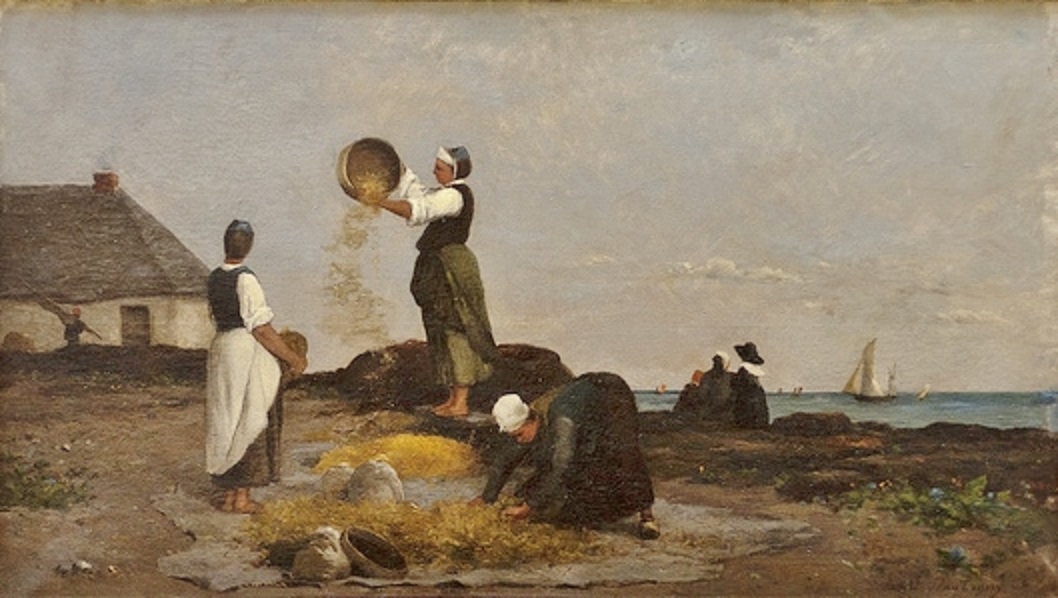
De wevers bij Kérity (1868)
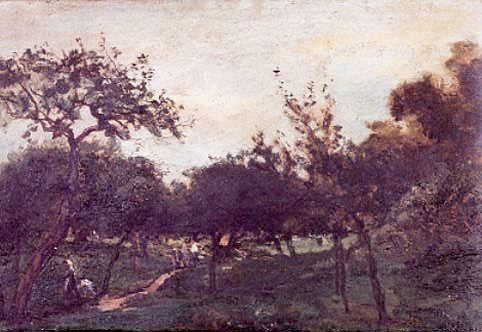
De omgeving van La Ferme Saint-Simeon
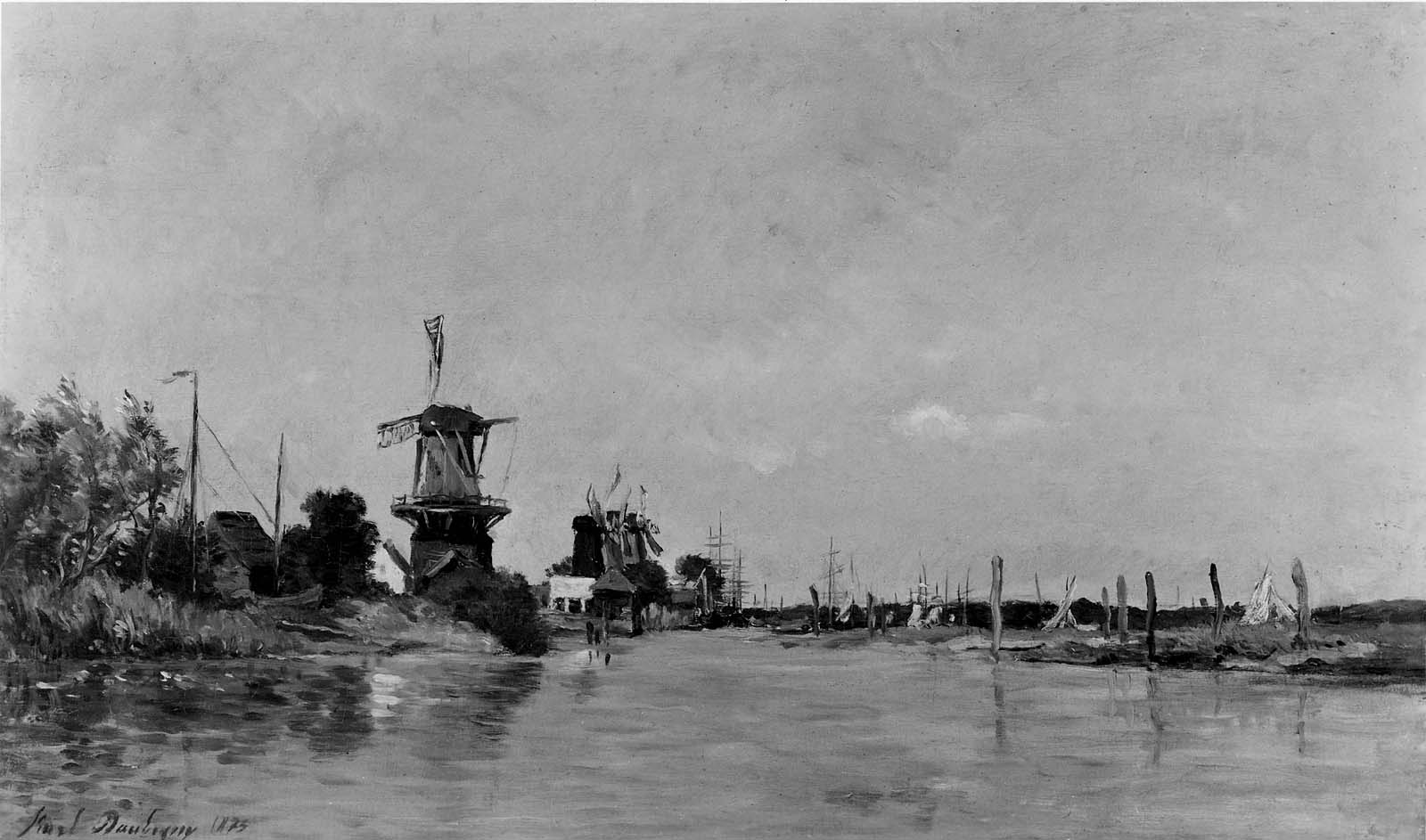
Windmolens in de buurt van Dordrecht (1873)